# Teresa de la Parra
Ana Teresa Parra Sanojo (París, 5 de octubre de 1889-Madrid, 23 de abril de 1936), más conocida por su nombre de pluma Teresa de la Parra, fue una escritora y pensadora venezolana. 
Se le considera una de las narradoras más destacadas de su época, precursora de la literatura feminista en América, y una renovadora de la literatura en lengua española. A pesar de que la gran parte de su vida transcurrió en el extranjero, supo expresar en su obra literaria el ambiente íntimo y familiar de la Venezuela de principios del siglo XX. Según Rose Anna Mueller, De la Parra «describió su educación y sus experiencias en Venezuela en un nuevo estilo libre del criollismo o estilo pintoresco en boga en la época».
Incursionó en el mundo de las letras de la mano del periodismo, escribió dos novelas que la inmortalizaron: Ifigenia y Memorias de Mamá Blanca. Su novela más conocida Ifigenia, planteó por primera vez en el país el drama de la mujer frente a una sociedad que no le permitía tener voz propia y cuya única opción de vida, según la sociedad, era el matrimonio legalmente constituido. Por ello, el título de Ifigenia remite al personaje griego y al sacrificio.

## Biografía

### Juventud

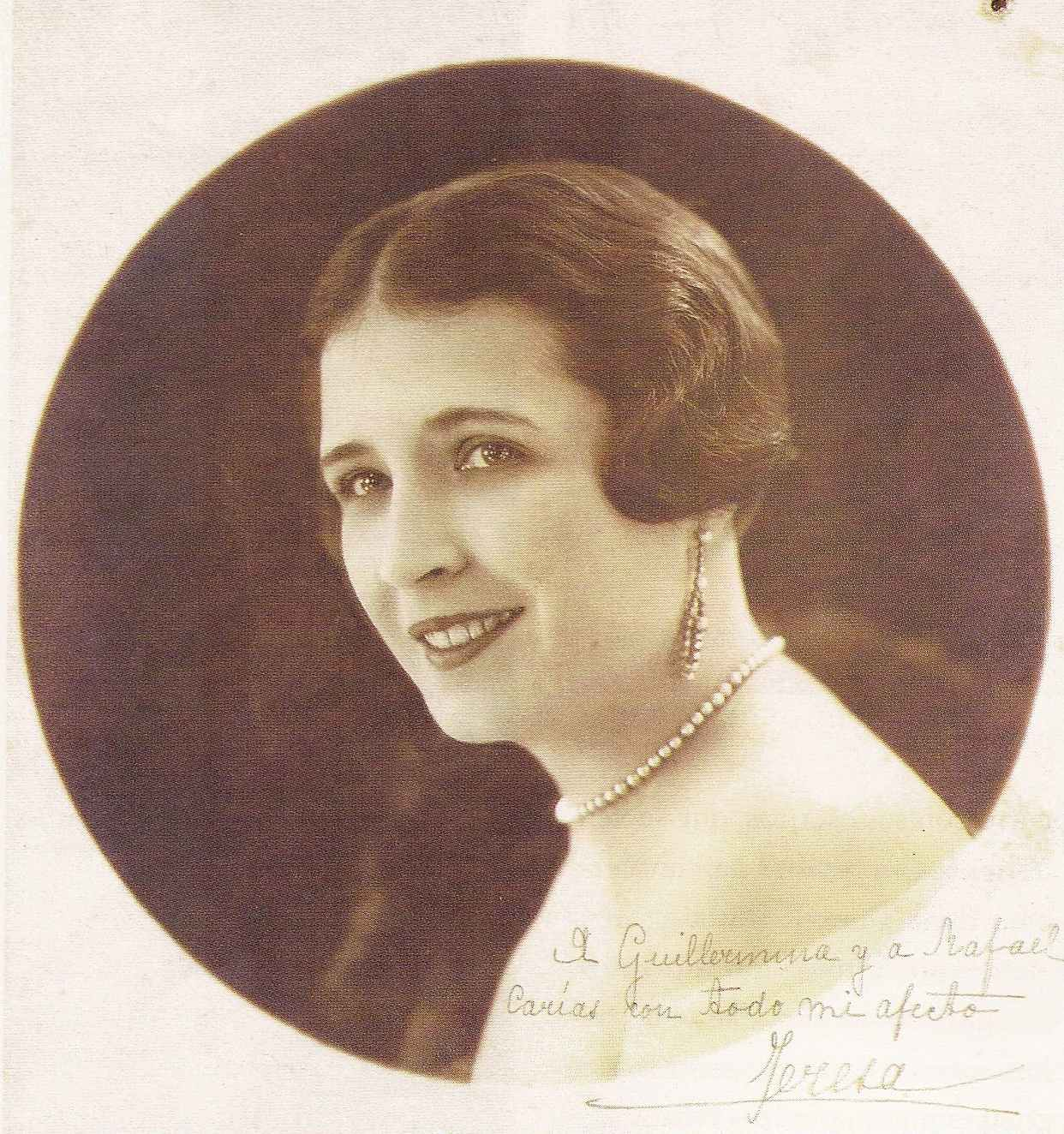

Teresa de la Parra nació el 5 de octubre de 1889. De padres venezolanos, Rafael Parra Hernaiz e Isabel Sanojo Ezpelosín de Parra. Tuvo cinco hermanos: dos hermanos mayores, Luis Felipe y Miguel, y tres hermanas menores, Isabelita, Elia, y María del Pilar. Nació en París, porque en ese entonces sus padres se encontraban circunstancialmente en esta ciudad: su padre Rafael era cónsul venezolano en Berlín. La familia volvió a Venezuela cuando Teresa ya tenía dos años de edad.
Su familia formaba parte de la aristocracia venezolana y al sector de los terratenientes. En la hacienda de caña Tazón, cercana a Caracas, pasa su infancia. Tan provinciana vida se trastoca seis años después, al morir repentinamente su padre. Es una niña de once años cuando su familia fija residencia en Europa. Se instalan en Mislata (Valencia), España, y Teresa es internada en el colegio religioso Sagrado Corazón de Godella (Valencia). Allí comienza a expresar su inquietud por la poesía. Las obras literarias de Teresa de la Parra son altamente influenciados por Romain Rolland, Gustave Flauber, Marie-Henri Beyle (Stendhal), Guy de Maupassant, y autores contemporáneos Pierre Loti, Maurice Maeterlinck, Alphonse Daudet, Anatole France, y las mujeres francesas escritoras, Gyp, Marcelle Tynaire, Sidonie-Gabrielle Colette y Ana de Noailles (Mueller, 2012, p. 5). A la edad de 19, el poema que escribió para celebrar «el día de la beatificación de la Venerable Madre Magdalena Sofía Barat» le ha llevado a ganar el primer premio y se puede encontrar «en el Boletín del Sagrado Corazón» (Mueller, 2012, p. 4). 

### Regreso a Caracas
En 1910, los Parra Sanojo están de vuelta en Caracas. Viven en una casa de estilo colonial, situada entre las esquinas de Torre y Veroes. En las tertulias que allí se organizan, y en frecuentes reuniones que se dan en los cafés o "botellerías" de la Caracas de principios del siglo XX, la joven escritora toma apuntes sobre los modismos del español caraqueño, de sus maneras, de sus variantes. Tiene una gran fascinación por el habla coloquial, pero, a diferencia de lo que estila el costumbrismo, reproducirla no será el fin de su obra, se trata sólo de un recurso para contar historias.[cita requerida]

### Comienzos literarios
En 1920 publicó en la revista Actualidades, dirigida por Rómulo Gallegos, su «Diario de una caraqueña por el Lejano Oriente», que en realidad es una ficción basada en las cartas enviadas por su hermana en numerosos viajes. El 20 de marzo de 1921, usando el seudónimo Frú-Frú, publica «La Flor del Loto» en El Nuevo Diario, con una ilustración del pintor Tito Salas. Más adelante, el 20 de febrero de 1926 publicará en la revista Billiken, de Caracas, el cuento «Un evangelio indio. Budha y la leprosa». Probablemente los otros cuentos de este periodo no fueron publicados sino hasta 1982 en la edición que Velia Bosch preparara para la Biblioteca Ayacucho. Estos son: «El ermitaño del reloj», «El genio del pesacartas» y «La historia de la señorita grano de polvo, bailarina del sol».  En 1922 obtuvo el premio extraordinario en el concurso «El Cuento Nacional», de El Luchador, diario de Ciudad Bolívar, con su cuento «La Mamá X», integrado más tarde en su Diario de una señorita que se fastidia, que luego publicará en la revista La lectura semanal, dirigida por José Rafael Pocaterra. La revista imprimió seis mil copias que se vendieron al cabo en unos pocos días.

### Carrera
En 1923 se traslada a París. En 1924 publicó bajo el seudónimo de Teresa de la Parra, su primera y más famosa novela Ifigenia, la cual la llevó a participar en un concurso literario en París, auspiciado por el Instituto Hispanoamericano de la Cultura Francesa, obteniendo el primer premio. Un poco después, Ifigenia fue traducido al francés por Francisco de Miomandre, un conocido escritor. y mediador entre Francia y América española. Su fama creció hasta convertirse en una de las escritoras más destacadas de Latinoamérica y colocarse al lado de Gabriela Mistral, con quien mantuvo una estrecha amistad. En 1927, fue invitada a Cuba para participar y hablar de Simón Bolívar en el Congreso de Prensa Latina; el tema de su discurso fue "La influencia oculta de las mujeres en la Independencia y en la vida de Bolívar". Fue entonces cuando se encontró con alguien que tendría un papel importante en su vida durante sus últimos años, Lydia Cabrera. En 1929 publicó su segunda novela, Memorias de Mamá Blanca aparecido en español y en francés.
En 1930, recibió una invitación para ir a Colombia a dar una serie de conferencias, publicada bajo el título "Tres conferencias inéditas", sobre el papel de la mujer en la cultura española e historia desde la época colonial hasta el presente y aclara que su feminismo es moderado, define la identidad femenina de un modo abierto y dice que una escritura femenina no tiene que limitarse al tema de amor, y no es en la temática donde se identifica.

### Últimos años
Teresa de la Parra pasó muchos años en las instituciones médicas en búsqueda de una cura. En una carta escrita para sus amigos, describe cómo es su vivencia diaria en el sanatorio (Mueller, 2012, p. 284).

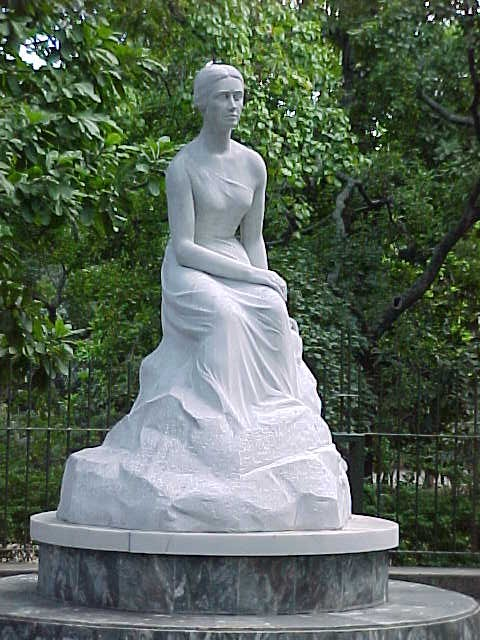
Escultura de Teresa de La Parra en Parque Los Caobos, Caracas.

Teresa de la Parra es bien conocida por su amor a una vida fácil y por su pasión por la moda. Desafortunadamente, la muerte le llegó en una casa de Madrid donde vivía una vida incómoda. Había gente que entraba y salía de su casa, que perturbaba la paz y la tranquilidad que le gustaría haber tenido. A pesar de que el ambiente en el que estaba podría haber sido mejor, de la Parra murió acompañada de su familia, como «su madre, su hermana y su mejor amiga, Lydia Cabrera». Como consecuencia de perder la batalla contra la tuberculosis y el asma, Teresa de la Parra murió el 23 de abril de 1936 (Mueller, 2012, pp. 284/294). Desafortunadamente, Parra nunca tuvo la oportunidad de escribir una autobiografía y los críticos se quedaron sin interpretar partes desconocidas de su vida a través de su literatura.
Originalmente, los restos de Teresa de la Parra se encontraban en el cementerio de la Almudena, en Madrid. En 1974, fueron repatriados a su tierra natal en Caracas para estar unidos con los restos de su familia «en la cripta de la familia Parra Sanojo» que se encuentra en el Cementerio General del Sur. Sin embargo, para celebrar el año centenario de su nacimiento, en 1989, sus restos fueron trasladados al Panteón Nacional de Venezuela, en Caracas.

### Teresa de la Parra y el feminismo
En 1930, Teresa de la Parra fue invitada a ofrecer una serie de conferencias en Bogotá. El contenido de esas conferencias fue publicado en 1961. Estos textos se refieren a la influencia de las mujeres en la cultura e historia española. En estas conferencias Teresa de la Parra compartió sus ideas acerca del feminismo y dijo que las mujeres deben ser fuertes y sanas, deben trabajar y ser financieramente independientes, y deben considerar a los hombres como a sus amigos y compañeros, no como sus propietarios o enemigos. Ella se denominó como una feminista moderada, y argumentó que un cambio radical y abrupto no traería estabilidad entre los dos sexos.

## Relaciones personales
Gracias al trabajo de catedráticas como Sylvia Molloy, la naturaleza de algunas de las relaciones personales de De la Parra empezaron a ser revaluadas décadas después de su fallecimiento. En particular, Molloy ha afirmado la orientación sexual lésbica de De la Parra y la relación romántica que habría tenido con Lydia Cabrera, quien vivió con ella hasta su muerte a causa de tuberculosis. Entre las pruebas presentadas por la catedrática, se encuentran los propios diarios originales de De la Parra, en los que contaba que ella y Cabrera dormían en la misma cama.
Cuando los diarios fueron publicados, las referencias al carácter romántico de la relación de ambas mujeres fueron eliminidas por la editora, la escritora Velia Bosch. Cuando Molloy habló con Bosch al respecto, esta le dijo que ella no creía en la homosexualidad de De la Parra y que los fragmentos del diario que lo sugerían podían explicarse con el hecho de que «las mujeres somos muy afectuosas» y que ella y Cabrera solo eran «muy amigas». Cuando la propia Cabrera afirmó que De la Parra era lesbiana, Bosch la rebatió diciendo que estaba equivocada.
Catedráticas como Dolores Alcaide Ramírez han realizado además lecturas de algunas obras de De la Parra, como Ifigenia (1924), en que han identificado elementos homoeróticos. En aquella novela, Alcaide señala elementos de la relación de amistad de María Eugenia, la protagonista, con los personajes de Cristina y Mercedes que pueden ser leídos como pistas de un amor romántico platónico. En el caso de Cristina, a quien la protagonista conoce durante la adolescencia, las descripciones que realiza la autora están constantemente cargadas de descripciones detalladas sobre su físico e intelecto, que cautivan a María Eugenia y la convierten en ferviente admiradora de su amiga. Esta posible lectura se ve respaldada con la reacción de María Eugenia a la carta en que Cristina le anuncia su matrimonio, que la protagonista toma como una traición y el fin de la intimidad entre ambas.
En el caso de Mercedes, la admiración que ella despierta en María Eugenia es mucho más marcada y explícita, con descripciones que se centran en el efecto que le provoca su perfume, su voz y su físico, que la protagonista describe como «gentil y radiante, como la de una reina». Otro momento que Alcaide ha identificado por la sensualidad en las interacciones entre María Eugenia y Mercedes ocurre cuando la segunda le presenta a Gabriel a la protagonista, donde Mercedes es descrita como «imbreante, delgada, risueña, con su fino traje negro que cual guante de seda le ceñía el cuerpo, (...) castellana y linda», y que De la Parra luego presenta en los siguientes términos:

(...) con la voz que era una caricia de música y de seda, me tomó la cara entre sus manos frescas, y presentándosela, cerca, cerca, cerquísima (a Gabriel), como quien ofrece un presente...

## Seudónimo
En 1924, se publica la primera gran novela de esta escritora, firmada bajo el seudónimo de Teresa de la Parra. El nombre Teresa provenía directamente de una serie de mujeres de su familia que llevaban este nombre, comenzando con su tatarabuela Teresa Jerez de Aristeguieta, prima del libertador Simón Bolívar y madre del general Carlos Soublette, héroe venezolano. Así, cambiando sólo un poco su propio nombre, utilizó el seudónimo como un antifaz con el que se ocultó a medias y con el que quedó inmortalizada.[cita requerida]

## Novelas

### Ifigenia

#### Trama
Trata la historia de la joven María Eugenia Alonso, una chica de dieciocho años, bonita, animada e inteligente que regresa a Caracas después de la muerte de su padre. Había vivido en Francia durante muchos años y se ha olvidado de sus costumbres nativas venezolanas. A su regreso, descubre que su tío Eduardo ha robado su herencia y ahora es totalmente dependiente de su tío. A pesar del amor hacia su abuela y su tía Clara, a María Eugenia se le dificulta encajar en la atmósfera de la sociedad caraqueña.
La novela comienza con una larga carta a la amiga de la infancia del narrador, Cristina de Iturbe, a quien conoció en París. En la carta, María Eugenia relata sus experiencias en París y se presenta a sí misma como una mujer sofisticada, moderna y atrevida. Sin embargo, ella está atrapada por la vieja tradición de su sociedad nativa. Más adelante en la historia, María Eugenia se reúne con Mercedes Galindo, quien tiene un papel importante en la vida de María. Mercedes es una mujer sofisticada de unos treinta años y simboliza todo lo que María le gustaría ser: Exótica, moderna, encantadora y hermosa, Mercedes tiene el estilo de vida que María desea tener. En compañía de Mercedes, María se siente liberada de la atmósfera sofocante de su casa. Allí, conoce a Gabriel Olmedo de quien se enamora perdidamente. No obstante, Gabriel se casa con otra mujer y Mercedes se traslada a Francia. María a continuación, pasa los próximos dos años en la casa de su abuela leyendo mucho y aceptando gradualmente las normas de la sociedad caraqueña. Después de dos o tres años se le permite tener un pretendiente cuyo nombre es César Leal. Como María lo desprecia, su tía Clara y su abuela la presionan para aceptar su cortejo. Por otra parte, Gabriel nunca será capaz de apreciar a su esposa, actuando de manera dominante y opresiva. Cuando su tío Pancho está a punto de morir, María se reúne con Gabriel de nuevo, quien es infeliz con su matrimonio y le pide a María irse con él. Pero ella abandona a Gabriel y a su felicidad, para sacrificarse en pro de la reputación familiar, su seguridad y su libertad.

#### Temas
En Ifigenia, Teresa de la Parra explora el tema de la identidad femenina a través del desarrollo psicológico y emocional de su protagonista, María Eugenia Alonso.
Ifigenia fue la primera gran novela venezolana que marca la madurez del género en las letras del país; fue escrita al terminar la Primera Guerra Mundial. Publicada en 1924, escrita en forma de diario personal, fue la primera novela publicada bajo el seudónimo de Teresa de la Parra. La novela no fue considerada una obra feminista hasta los años 1980. Refleja la inconformidad de una joven que no tiene voz propia ni posibilidad de elegir su destino en un mundo que, según su definición, es «un banquete de hombres solos». La novela muestra la realidad de muchos de los contemporáneos de la autora. Por esta razón, y por su genuina representación de una mujer en busca de su propio ser, la novela es un logro importante de la época. El texto abre el camino hacia una nueva valoración de la mujer. En clave literaria, es manifestación de lo que la misma autora define como un feminismo moderado, en el que la mujer debe conquistar su puesto en el mundo no a través de una "revolución", sino de una "evolución" que le permita crecer como ser humano. Tal pensamiento refleja, definitivamente, su propio desempeño vital, y se adelanta como práctica de vida a circunstancias que no serán cotidianas en el mundo sino un siglo más tarde. La novela, además de un difícil e interesante tema para la época, muestra muchas de las costumbres venezolanas. Particularmente, las de la vida de Caracas.

#### Recepción crítica
Cuando Ifigenia fue publicado en 1924 creó tensión. Ganó el primer lugar en el Concurso de autores americanos en Francia en el mismo año y una traducción en francés apareció muy poco después. La obra presenta problemas que el público lector no podía aceptar en ese momento. Incluye observaciones negativas de la de Parra sobre la atmósfera sofocante de la sociedad de Caracas que la gente no gusta ser recordado. En una carta a su amigo Rafael Carías, de la Parra se queja de mala percepción de los lectores de la ironía de Ifigenia.

### Memorias de Mamá Blanca
Es su segunda novela, publicada en 1929, considerada un clásico de la literatura hispanoamericana, constituye la primera gran novela de evocación de la literatura venezolana. Fue escrita en Europa durante una autorreclusión en Vevey, Suiza, que Teresa de la Parra se impuso para terminar la obra. En ella aborda el tema de la memoria, de la saga familiar, ilustra el ambiente de su niñez, mostrando personajes y costumbres de la época. La exploración de la intimidad de la familia de Mamá Blanca es, además reflejo de la intimidad misma del venezolano, tema que siempre le fascinó. La novela relata momentos importantes de su infancia, en especial sobre la relación con su familia. Se desarrolla en la hacienda de su padre en la que existía un trapiche para fabricar papelón. Son éstas las memorias de una jovial anciana que cuenta sus travesuras infantiles. Teresa de la Parra conoció casualmente a esa anciana, con la que no estaba ligada por ningún lazo de parentesco pero sí por misteriosas afinidades espirituales.
A lo largo de sus páginas, los ojos de Blanca Nieves van describiendo personajes emblemáticos de un país que experimentaba un profundo proceso de transformaciones políticas, sociales, culturales y económicas. Entre los personajes están Evelyn, la estricta mulata traída de Trinidad, el Primo Juancho, el ilustrado europeísta y Vicente Cochocho, peón de hacienda, quien se expresaba con palabras propias del siglo XVI.
La segunda novela de Teresa de la Parra, Mamá Blanca no recibió el mismo nivel de aceptación que Ifigenia consiguió entre sus lectores. Como cuestión de hecho, al que le gustaba Ifigenia mostró la reacción opuesta a Mamá Blanca (Mueller, 2012, p. 71).

## Temas

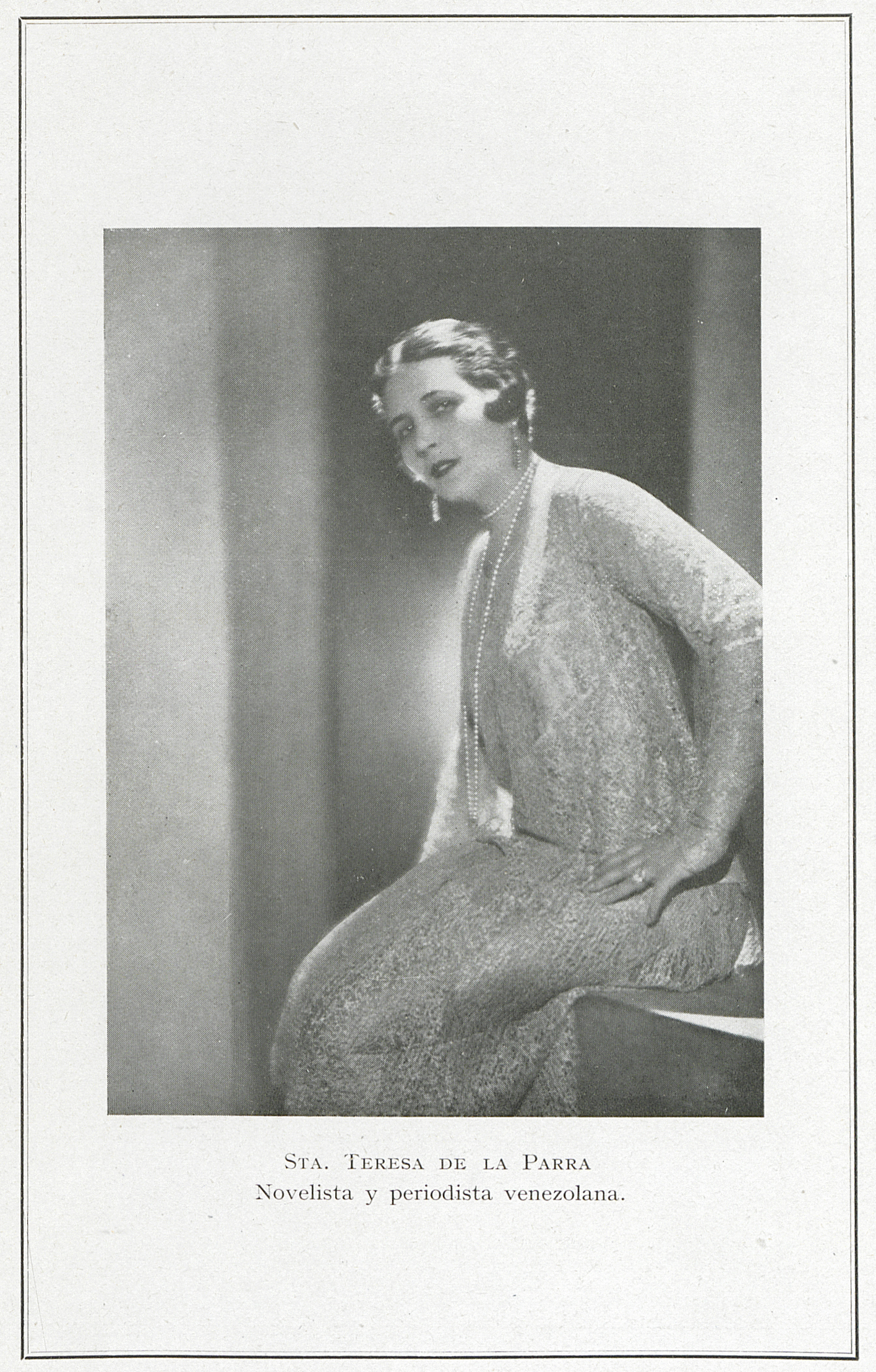
Sta Teresa de la Parra Novelista y periodista venezolana, Extrait de : Cuba en 1928

La serie de historias cortas que Teresa de la Parra escribió alrededor de 1915 muestra una facilidad particular en el lenguaje y una expresión elegante que también caracterizan su obra posterior. Estas historias, sin embargo, no tienen ninguno de los temas que ella explora en sus obras mayores. En cambio, tienen una afiliación con el modernismo, en particular con los textos de Rubén Darío en Azul... (1888). Más tarde, ella se escapa de la sombra del movimiento literario de la época en América Latina y desarrolló su propia voz.
Los temas que interesaban a Parra incluyeron el uso del lenguaje. Por ejemplo, en sus obras explora la expresión de la mujer a través de las palabras, y en frente de la represión masculina. Por ejemplo, Parra reconoce que dentro del patriarcado la voz de las mujeres suele ser reprimida en su expresión, mientras que la de los hombres es dominante. Parra juega con la expresión femenina silenciada a través del personaje de María Eugenia en Ifigenia. Otro tema incluye los papeles de la mujer dentro de la sociedad. A menudo se ven dos tipos de mujeres: tradicional y conservadora, o rebelde.

## Estilo de escritura
Varios críticos han dicho que su trabajo es único. No iniciar un nuevo movimiento literario, ni podría ser definido en cualquier movimiento literario establecido. Gómez Gil escribió que de la Parra "dio estímulo a una rica literatura femenina que floreció en casi todos los países de Hispanoamérica."
Los historiadores de la literatura tenían diferentes opiniones sobre su estilo. Algunos la pusieron dentro de los "narradores más subjetivos que objetivos" y sus obras como "novelas psicológicas y filosóficas". Fernando Alegría la clasifica bajo la etiqueta de "regionalismo", sin embargo Gómez Gil la considera parte del "realismo al estilo europeo". Ifigenia y Mama Blanca, sin duda, deben caracterizarse por el realismo y el regionalismo porque muestran las costumbres, las tradiciones y las vidas venezolanas, de las que hablan con absoluta fidelidad y veracidad.

## Evaluación crítica
La crítica Rose Anne Mueller compara a Teresa de la Parra con la novelista inglesa, Jane Austen, dado el hecho que en Ifigenia de la Parra escribe sobre la sociedad de la élite, y dada su fuerte enfoque en asuntos de clase y las modalidades. Además, sugiere Mueller, "sus asociaciones y relaciones con varios miembros de la intelectualidad de su generación la convirtió en una de los primeros intelectuales públicos femeninos. De la Parra fue muy por delante de su tiempo de varias maneras." Teresa de la Parra también ha sido comparada con Fray Luis de León, San Juan de la Cruz, Shakespeare, Anatole France, Gutiérrez Nájera, Marcel Proust, los franceses Post-simbolistas, Cervantes, Eça de Queirós, y los pintores Van der Weyden y Memling.
La novela Ifigenia ha encendido el escrutinio público. Antes de la década de 1970, la voz femenina ha planteado algunos retos para la crítica masculina. Sin lugar a dudas, la primera novela de Teresa de la Parra ha servido valiosa para las mujeres, ya que significó su lucha contra los actos injustos causados a ellas por la sociedad. En la década de 1920, sus escritos tienen las mujeres verdaderamente empoderados especialmente en América Latina. Esencialmente, Ifigenia cuestiona la dominación de los hombres en la sociedad. Es sin duda que las obras de Teresa de la Parra ha fortalecido la resistencia de las mujeres en la escena de ficción latinoamericana.
Dolores Ramírez argumenta que Ifigenia ofrece una perspectiva sobre las relaciones entre mujeres, lo que podría ser visto como una amenaza al patriarcado. Cuando las mujeres tienen relaciones cercanas, como María Eugenia y Mercedes, esto disminuye el papel central de las relaciones heterosexuales. Además, Ramírez cree que se puede existir el deseo sexual entre María Eugenia y Mercedes.
De hecho, se puede decir que Ifigenia marca una revolución en el campo de la literatura en América Latina, ya que "escrutando la trama romántica femenina sí, Parra desafía y transforma la tradición de la novela en la América española, mientras que sobre la base de una historia literaria femenina única" (Byron, 2003, p. 376).
En 2019, la revista colombiana Arcadia, con un jurado de académicos y críticos de todo el mundo, entre los que se encontraban María Negroni, Leila Guerriero, Jorge Volpi, Jorge Carrión, Horacio Castellanos Moya y Alejandro Zambra, eligió sus novelas Ifigenia y Memorias de Mamá Blanca como dos de los 100 mejores libros en español escritos por mujeres en los últimos 100 años.

## Obras
- Parra, Teresa de la (1922), Diario de una señorita que se fastidia, Caracas: Bolívar. La Lectura Semanal.
- Parra, Teresa de la (1923), La Mamá X, Caracas: Tipografía Moderna, OCLC 432835983.
- Parra, Teresa de la (1924), Ifigenia: Diario de una señorita que escribió porque se fastidiaba, París: Franco-Ibero-Americana, OCLC 6675329.
- Parra, Teresa de la (1929), Las memorias de Mamá Blanca, París: Le Livre Libre, OCLC 581661.
- Parra, Teresa de la (1951), Cartas, Caracas: Cruz del Sur, 138 páginas.
- Parra, Teresa de la (1953), Epistolario íntimo, Caracas: Línea Aeropostal Venezolana, OCLC 2432301.
- Parra, Teresa de la (1957), Cartas a Rafael Carías, Alcalá de Henares: Talleres Penitenciarios, OCLC 6523794.
- Parra, Teresa de la (1961), Tres conferencias inéditas, Caracas: Garrido, OCLC 3065791.
- Parra, Teresa de la (1965), Obras completas, Caracas: Arte, OCLC 1953193.
- Parra, Teresa de la (1982), Obra (Narrativa, ensayos, cartas), Caracas: Ayacucho, ISBN 9788466000932.
- Parra, Teresa de la (1992), Obra escogida I y II, Caracas / Ciudad de México: Monte Ávila / FCE, ISBN 9789681636838.
- Parra, Teresa de la (2024), Textos recuperados, Madrid: Instituto Cervantes, ISBN 9788418210655.